# Valparaiso (Indiana)
Valparaiso is een plaats (city) in de Amerikaanse staat Indiana, en valt bestuurlijk gezien onder Porter County.

## Demografie
Bij de volkstelling in 2000 werd het aantal inwoners vastgesteld op 27.428.
In 2006 is het aantal inwoners door het United States Census Bureau geschat op 29.516, een stijging van 2088 (7.6%).

## Geografie
Volgens het United States Census Bureau beslaat de plaats een oppervlakte van
28,4 km², waarvan 28,2 km² land en 0,2 km² water. Valparaiso ligt op ongeveer 229 m boven zeeniveau.

## Plaatsen in de nabije omgeving
De onderstaande figuur toont nabijgelegen plaatsen in een straal van 16 km rond Valparaiso.

## Geboren
- Beulah Bondi (1889-1981), actrice
- Mark Brown (1951), astronaut